# 水野忠廉
水野 忠廉（みずの ただかど）は、江戸時代中期の安房国北条藩の世嗣。官位は従五位下・肥前守。

## 略歴
水野忠寛（初代藩主・水野忠定の嫡子）の長男。母は松平定章の娘。
父の死後に生まれたため、父に代わって嫡子・藩主となった叔父・水野忠見の養子となる。宝暦7年（1757年）徳川家重に拝謁し叙任したが、宝暦9年（1759年）に死去した。代わって、忠見の長男・水野忠韶が嫡子となった。